# أليسيا باركس
أليسيا مارلين باركس (ولدت في 31 ديسمبر 2000) هي لاعبة تنس أمريكية. مصنفة رقم 51 علي العالم في رياضة التنس عام 2023.

## روابط خارجية
- أليسيا باركس في موقع الاتحاد الدولي لكرة المضرب